# Boimondau
Boimondau (acrônimo de BOItiers de MONtres du DAUphiné) foi uma comunidade de trabalho especializada na fabricação de caixas de relógio localizada em Valence (Drôme).

## Cronologia
Criada por iniciativa de Marcel Barbu , teve diferentes etapas:
- No início de 1941: Marcel Barbu criou como uma empresa de sua propriedade;
- Em 1942, ocorreu um aumento do número de empregados: eram 46 em fevereiro, 70 em junho e 91 em novembro;
- Em 1944, a empresa foi entregue à comunidade trabalhadores;
- Entre 1944 e 1945: Marcel Barbu foi deportado, a comunidade passou a ser dirigida por Marcel Mermoz[1].
- Em 1945: Marcel Barbu retorna à comunidade, mas passa a dedicar-se às atividade políticas e elege-se como deputado no Departamaento de Drôme, enquanto Marcel Mermoz continua a gerir a comunidade. No parlamento, apresenta projetos de lei para regulamentar a criação de comunidades de trabalhadores, mas tais projetos não foram votados.
- Em 1946: Os integrantes preferem que Marcel Mermoz continue a gerir a comunidade, o que provoca o afastamento de Marcel Barbu. Após esse afastamento, a comunidade iria gradualmente perder sua coesão;
- Em 1947: adoção oficial o nome de BOIMONDAU (BMD);
- Em 1948: a BMD tornou-se uma Sociedade Cooperativa e Participativa (SCOP), nesse ano, chegou a contar com 166 integrantes;
- 1951: Marcel Mermoz se desliga da comunidade;
- 1971: Encerramento das atividades.